# Altaussee
Altaussee est une commune autrichienne du district de Liezen, en Styrie. Située sur les bords du lac d'Altaussee (en), au pied du massif de Loser, elle est bien connue pour son centre de villégiature et sa station thermale.
Le pays d'Altaussee fait partie du Salzkammergut, région classée au patrimoine mondial de l'UNESCO en 1997.

## Géographie

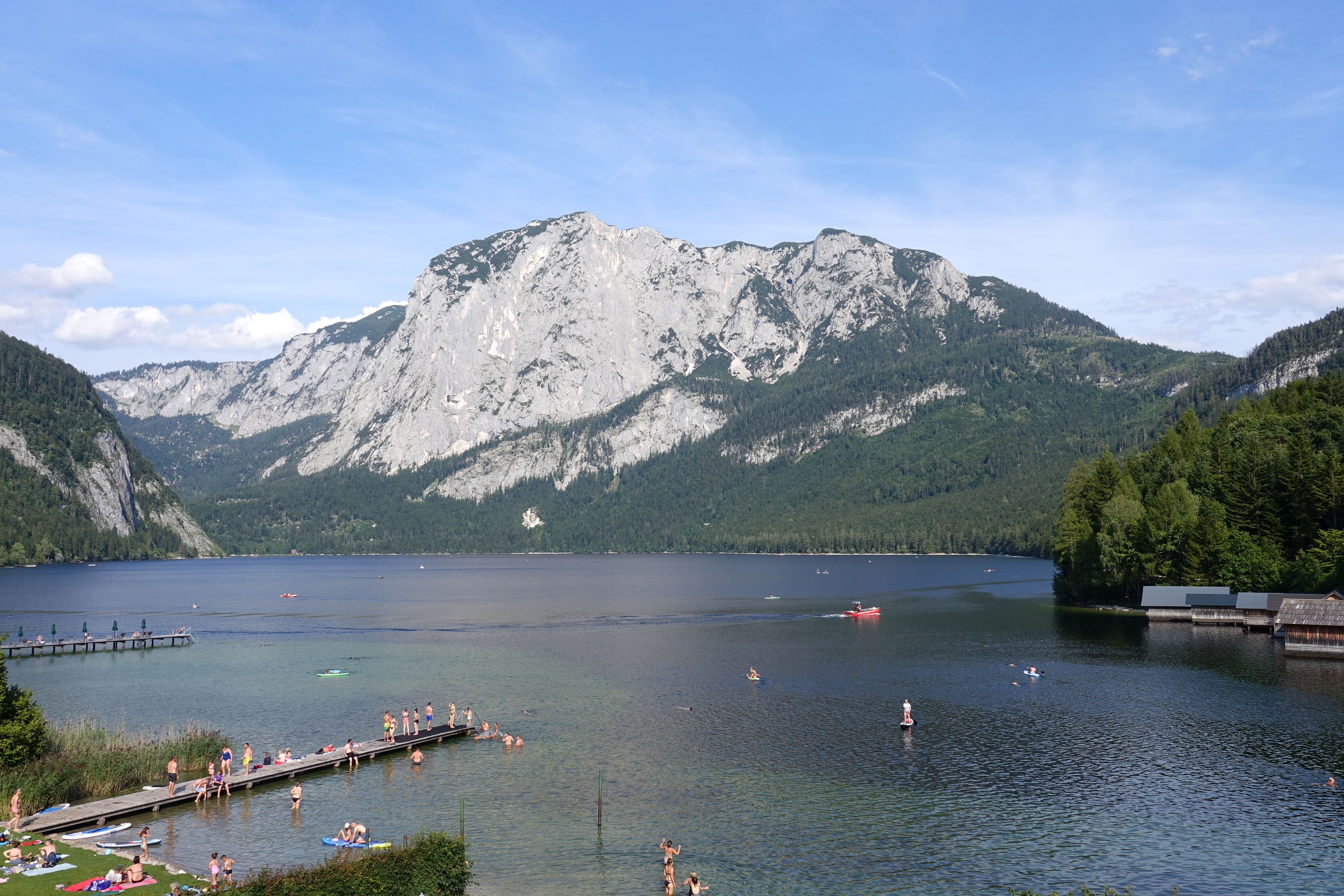
Vue sur le lac d'Altaussee.

Situé dans la partie styrienne du Salzkammergut, dans la région frontalière avec la Haute-Autriche, le cœur du village se trouve sur la rive ouest du lac d'Altaussee au pied du Loser, un pic marquant du Massif mort. La vallée s'étend en amont de la rivière Traun ; elle est en grande partie protégée comme faisant partie du réseau Natura 2000 et de l'espace de la Convention alpine.

## Histoire
À l'époque romaine (200-400 apr. J.-C.), quand la région faisait partie de la province de Norique, une mine de sel était déjà exploitée dans le périmètre mais elle fut abandonnée dans l'antiquité tardive.

### Moyen Âge

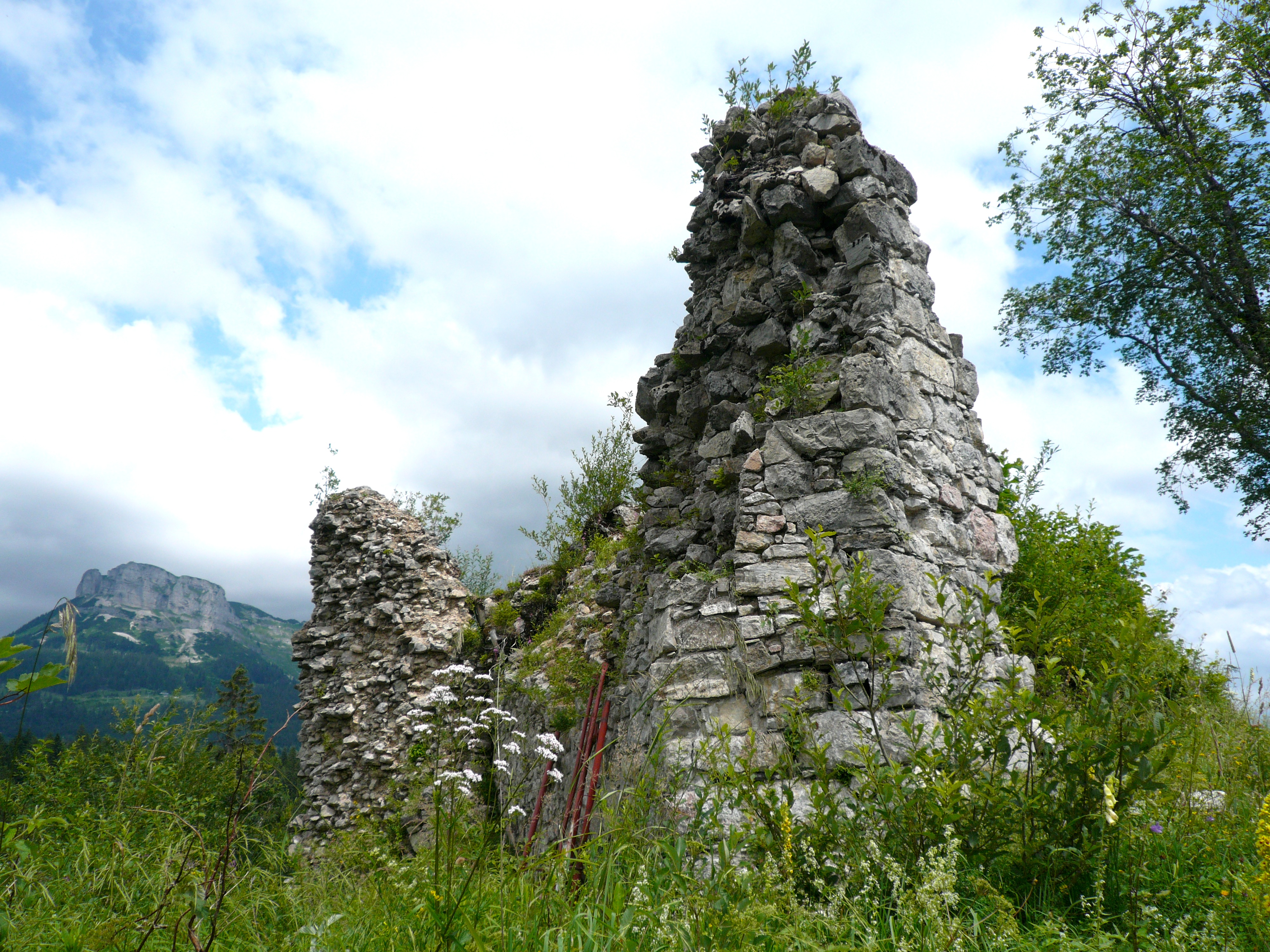
Ruines du château de Pflindsberg.

À partir du début du IXe siècle, la vallée a été peuplée par des Bavarii. La production du sel ne réapparaît dans les sources qu'en 1147, dans un acte de donation délivré par le margrave Ottokar III de Styrie en faveur de l'abbaye de Rein. Après la mort de Frédéric II de Babenberg, duc d'Autriche et de Styrie, en 1246, les forces de l'archevêché de Salzbourg occupent le pays et l'archevêque Philipp de Spanheim fit construire un petit château sur la colline de Pflindsberg à l'est d'Altaussee. Entre-temps, toutefois, le roi Ottokar II de Bohême a fait son entrée dans la région, et en 1254 l'archevêque dut renoncer au pays qui revint à la Styrie.
Le château de Vlinsperch ainsi que le village d'Aussee interior lui-même ont été mentionnés pour la première fois dans un acte de 1265. Au cours des siècles suivants, le château fut un poste frontière et le siège d'une seigneurie ayant droit de haute justice sur la région environnante.

### Époque moderne
Vers 1575, l'archiduc Charles II François, seigneur de l'Autriche intérieure, fit reconstruire le château. Au XVIe siècle, ils s'y imposaient, dans la population du domaine, de plus en plus d'idées de la Réforme protestante. Les princes territoriaux de la monarchie de Habsbourg ont réagi en se consacrant à la recatholisation par des mesures coercitives de la Contre-Réforme.

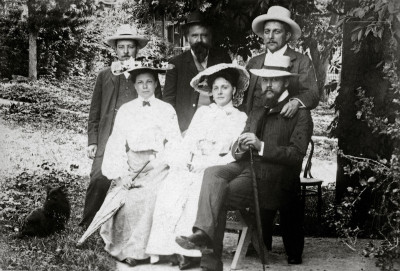
Hermann Bahr et Felix Salten à Altaussee, 1903.

Après la révolution autrichienne de 1848, les privilèges de Pflindsberg furent abolis et Altaussee devint une municipalité autonome et une station balnéaire populaire, similaire à la station voisine de Bad Ischl. En 1847 déjà, l'écrivain Joseph Christian von Zedlitz, sur recommandation d'Adalbert Stifter, y fit construire sa la résidence d'été. En 1864, la famille de Clovis de Hohenlohe-Schillingsfürst, futur chancelier impérial, acquiert une maison au lac. Au tournant du siècle, nombre d'intellectuels, écrivains et artistes de la Jeune Vienne, comme Hugo von Hofmannsthal, Leopold Andrian, Raoul Auernheimer, Arthur Schnitzler, Richard Beer-Hofmann, Hermann Bahr, Jakob Wassermann et Theodor Herzl, fréquentèrent le petit village alpin. Dans les années 1930, Hermann Broch et Friedrich Torberg y séjournaient pendant l'été.

### Période nazie
Après l'Anschluss de l'Autriche au Troisième Reich en 1938, Altaussee est incluse dans la division administrative nazie de Reichsgau Oberdonau. Vers la fin de la Seconde Guerre mondiale, alors que les bombardements alliés s'intensifient sur les villes allemandes, Hitler et Göring ordonnent qu'une partie de leurs collections d'œuvres d'art pillées dans toute l'Europe soient cachées dans la mine de sel d'Altaussee, qui relève de l'autorité du Gauleiter August Eigruber. Celui-ci est un nazi fanatique prêt à mettre à exécution l'« ordre Néron » de Hitler du 19 mars 1945 qui vise à priver les vainqueurs, ainsi que les Allemands survivants de la guerre ayant démérité du nazisme puisque vaincus, de toutes les infrastructures allemandes ainsi que de tout patrimoine architectural, culturel et artistique. August Eigruber fait distribuer 500 kg de bombes dans les galeries souterraines mais Albert Speer, ministre des Armements de la production de guerre chargé de la mise en œuvre de l'« ordre Néron », décide de l'ignorer.

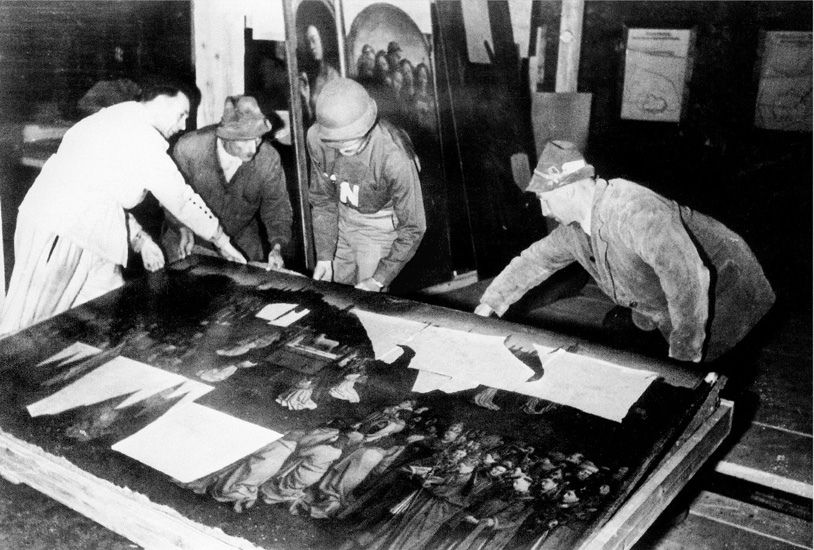
Quelques panneaux d'Autel de Gand lors de leur récupération dans la mine d'Altaussee en 1945.

Les hommes de la 3e division blindée américaine parviennent à la mine le 8 mai 1945. Une semaine plus tard, deux membres de la section Monuments Men, le capitaine Robert Posey et le soldat de première classe Lincoln Kirstein, sont les premiers à s’infiltrer par un petit passage à travers l'éboulis qui obstrue la galerie d'entrée à la suite de l'explosion ordonnée par le directeur des mines Emmerich Pöchmüller. L'inventaire supervisé par Stout montre que les galeries de cette mine conservaient le plus important dépôt d'œuvre d'art pillées par les nazis : 6 577 tableaux, 230 dessins ou aquarelles, 954 estampes, 137 sculptures, 129 pièces d'armes et d'armures, 79 paniers d'objets divers, 484 caisses d'archives, 78 meubles, 122 tapisseries, 181 caisses de livres, 1 200 à 1 700 caisses de livres et assimilés, 283 caisses dont on ignore le contenu. Parmi les principales œuvres retrouvées là, on compte des œuvres appartenant à la Belgique, telles que la Madone de Bruges de Michel Ange, volée à l'Église Notre-Dame de Bruges, L'Agneau mystique de Gand, de Jan van Eyck. On y trouve encore L'Astronome et L'Art de la peinture de Vermeer, qui devaient constituer les pièces maîtresses du Führermuseum de Hitler à Linz, en Autriche. C'est aussi dans l'entrepôt d'Altaussee qu'on découvre des tableaux provenant du Musée Capodimonte de Naples, en Italie, qui avaient été volées par la 1re division Fallschirm-Panzer Hermann Göring.
À la fin de la guerre, Altaussee sert de refuge temporaire à plusieurs hauts dignitaires nazis : Ernst Kaltenbrunner (chef de la Gestapo), Franz Stangl (commandant des camps de Sobibor et de Treblinka), Wilhelm Höttl (chef du renseignement pour l'Europe de l'Est), Adolf Eichmann (l'un des responsables de la « Solution finale »).
Le film 1945 - Un village se rebelle (2019) revient sur ces évènements et raconte les dernières semaines de la Seconde Guerre mondiale à Altaussee.

## Personnalités liées à la commune
- Paul Preuss (1886–1913), grimpeur ;
- Barbara Frischmuth (1941–2025), écrivain et poétesse ;
- Karin Brandauer (1945–1992), réalisatrice et scénariste.